# Goneplax tridentata
Goneplax tridentata är en kräftdjursart. Goneplax tridentata ingår i släktet Goneplax och familjen Goneplacidae. Inga underarter finns listade i Catalogue of Life.